# Bodżnurd
Bodżnurd (perski: بجنورد) – miasto w Iranie, w ostanie Chorasan Północny, którego jest stolicą. W 2006 roku miasto liczyło 172 772 mieszkańców.